# La calle Mosnier con banderas

Édouard Manet, La calle Mosnier con banderas, 1878, Museo J. Paul Getty.

La calle Mosnier con banderas es un óleo sobre lienzo de 1878 de Édouard Manet, que muestra la calle parisina del mismo nombre, decorada con banderas francesas para la primera fiesta nacional el 30 de junio de 1878, la Fête de la Paix (Celebración de la paz). La Fête de la Paix se llevó a cabo durante la Exposición Universal de ese año, que en conjunto marcó la recuperación de Francia después de la guerra franco-prusiana y la Comuna de París. Dos años después, la festividad se trasladó al 14 de julio de 1880 para convertirse en el Día de la Bastilla. La pintura se encuentra en el Museo J. Paul Getty de Los Ángeles.
La obra representa una escena en la calle Mosnier, actual calle de Berne, que se veía desde el estudio de Manet en el 4 calle de Saint-Pétersbourg. Fue pintada desde una ventana del piso superior, con las banderas tricolores colgando de los edificios a lo largo de la calzada, por encima de los peatones y carruajes que pasaban. En primer plano abajo a la izquierda entra en el encuadre la cabeza de un hombre con una escalera y más adelante camina un cojo con muletas, posiblemente un veterano mutilado en la guerra franco-prusiana. A su lado detrás de una valla hay escombros de las obras de ampliación de la cercana estación Saint-Lazare. El cuadro mide 65,4 centímetros × 80 cm y está firmado y fechado en el ángulo inferior izquierdo, "Manet / 1878". Esta obra se hace eco de la composición de otro cuadro de Manet de 1878, Los reparadores de caminos en la calle Mosnier. Otra pintura de Manet de 1878 de una escena similar de la calle engalanada con banderas, se encuentra en una colección privada.
Pinturas similares de las decoraciones con banderas en la Rue Montorgueil y la Rue Saint-Denis ese mismo día de 1878 en París fueron hechas por Claude Monet, mostrando un tono mucho más jubiloso, y estas obras inspiraron a su vez una pintura de 1917 de Nueva York de Childe Hassam, La avenida bajo la lluvia.
La pintura pasó por manos de Jean-Baptiste Faure en la década de 1890, y luego de Auguste Pellerin hasta 1910. Fue propiedad de los húngaros Marcell Nemes y luego del barón Mór Lipót Herzog, y fue vendida antes de 1932 al banquero alemán Jakob Goldschmidt . Después de su muerte en 1955, fue vendida por su patrimonio en Londres en 1958 a Paul Mellon, y luego vendida en Christie's en Nueva York en 1989 al Museo J. Paul Getty, en California.

## Monet y Manet

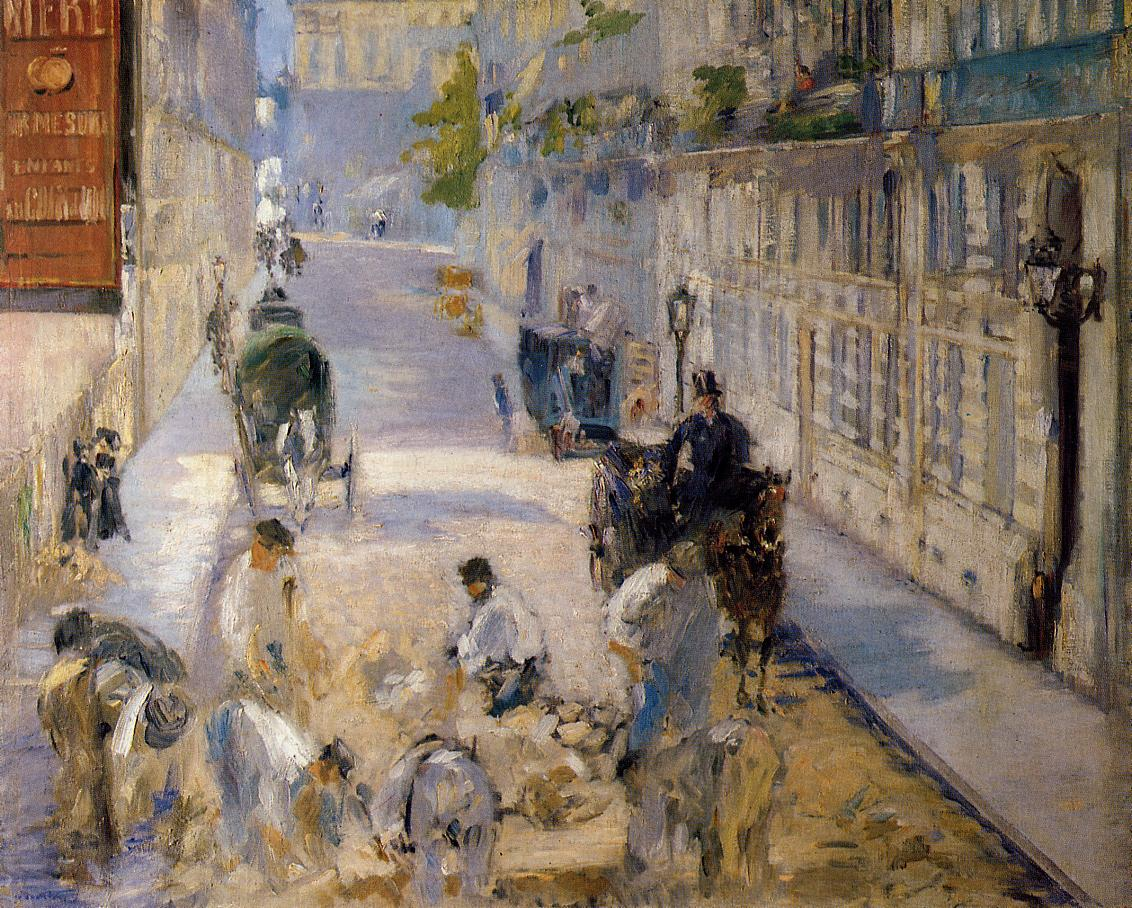
Édouard Manet, Reparadores de caminos en la calle Mossnier, 1878, colección privada.
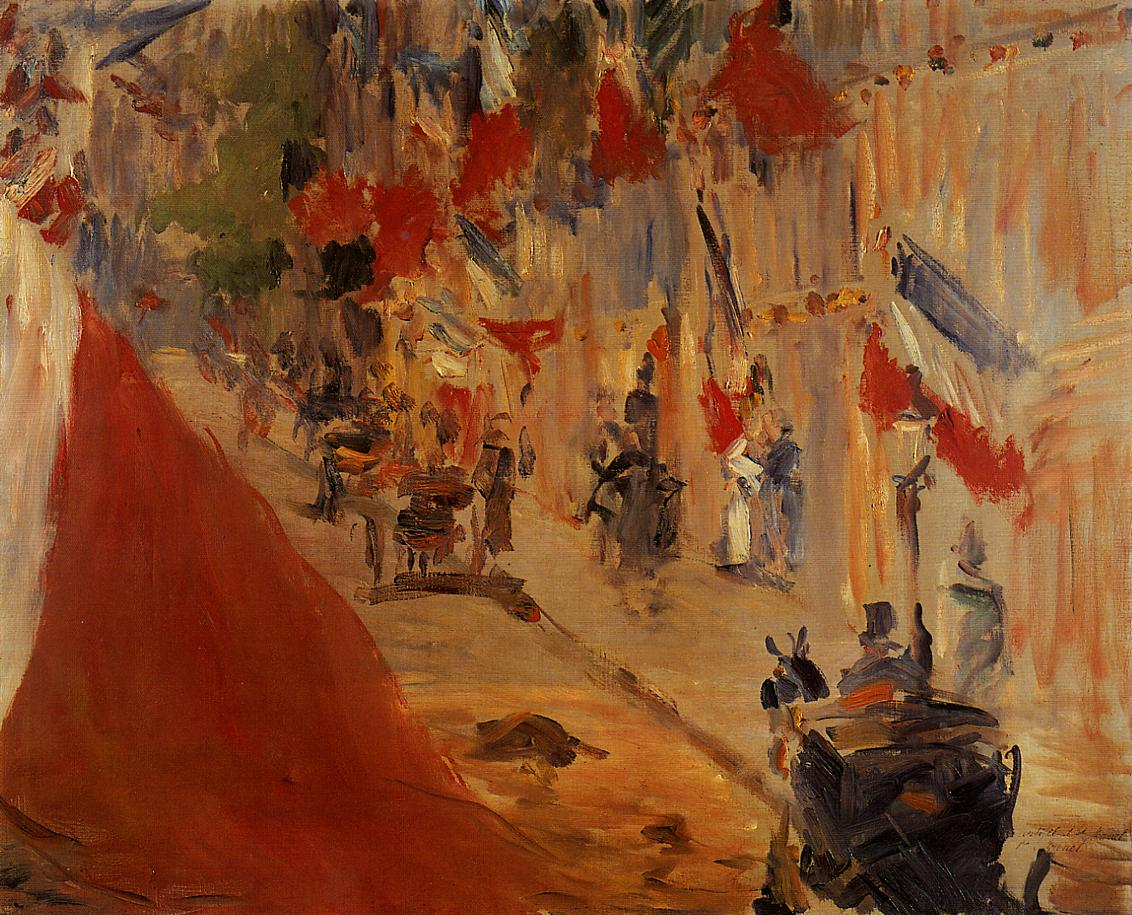
Édouard Manet, Calle Mosnier con banderas, 1878, colección privada.
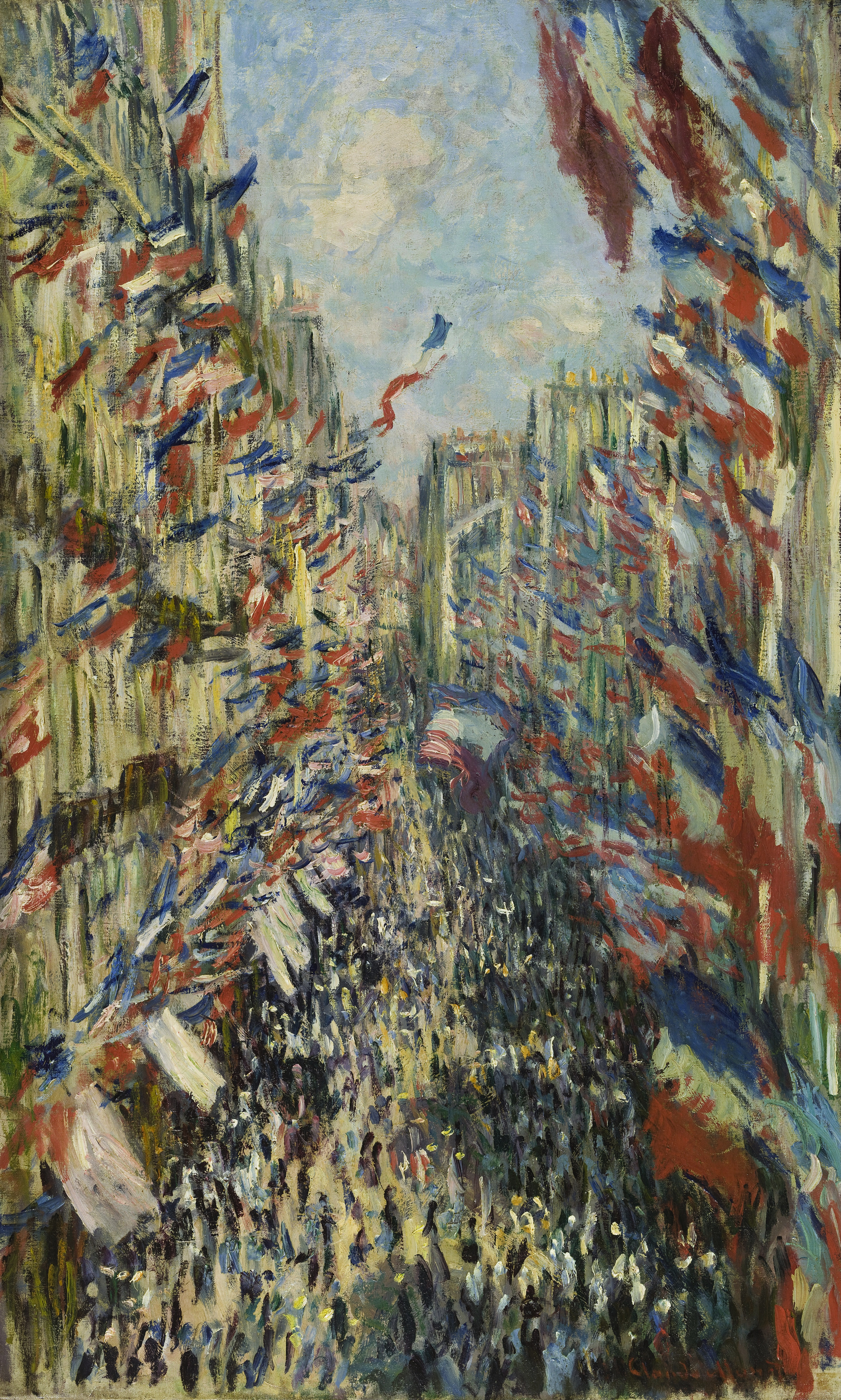
Claude Monet, La calle Montorgueil en París. Fiesta del 30 de junio de 1878, Museo de Orsay.
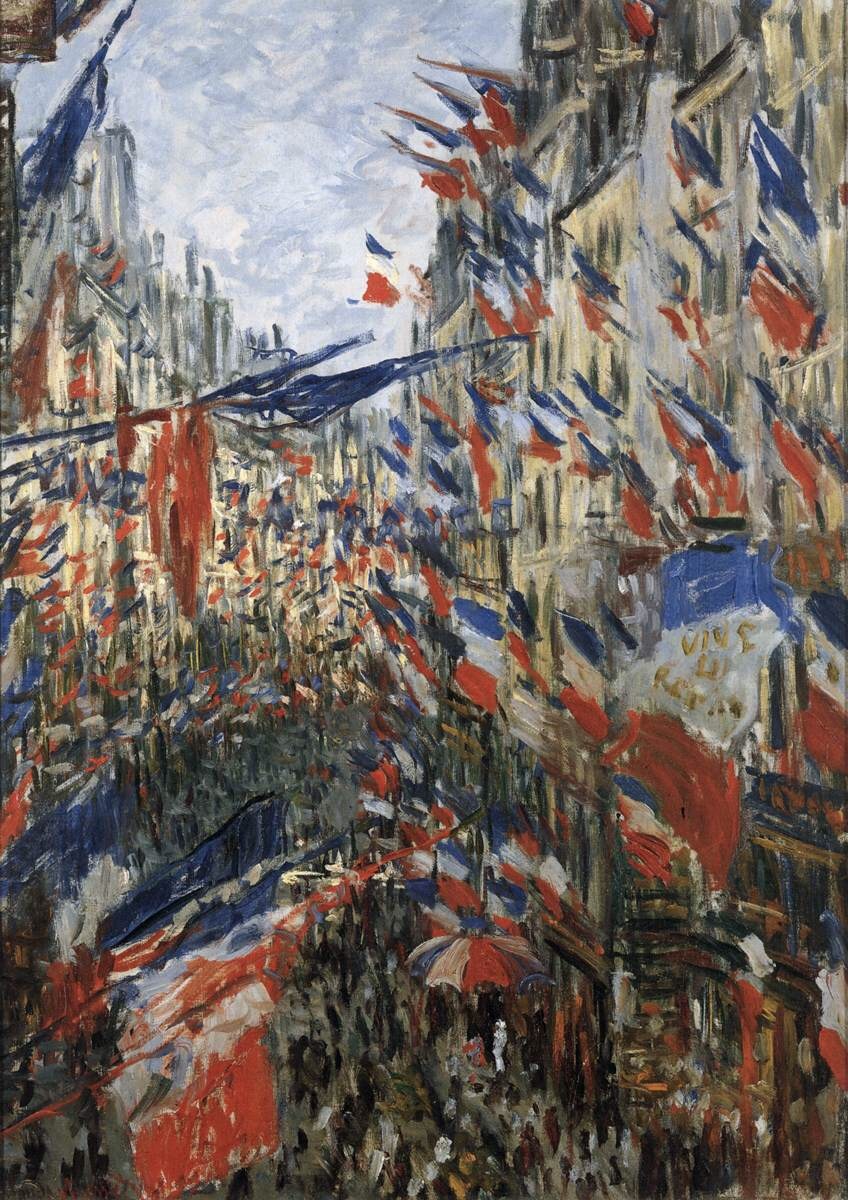
Édouard Manet, Rue Saint-Denis, fiesta del 30 de junio de 1878.